# Walter Mira-R

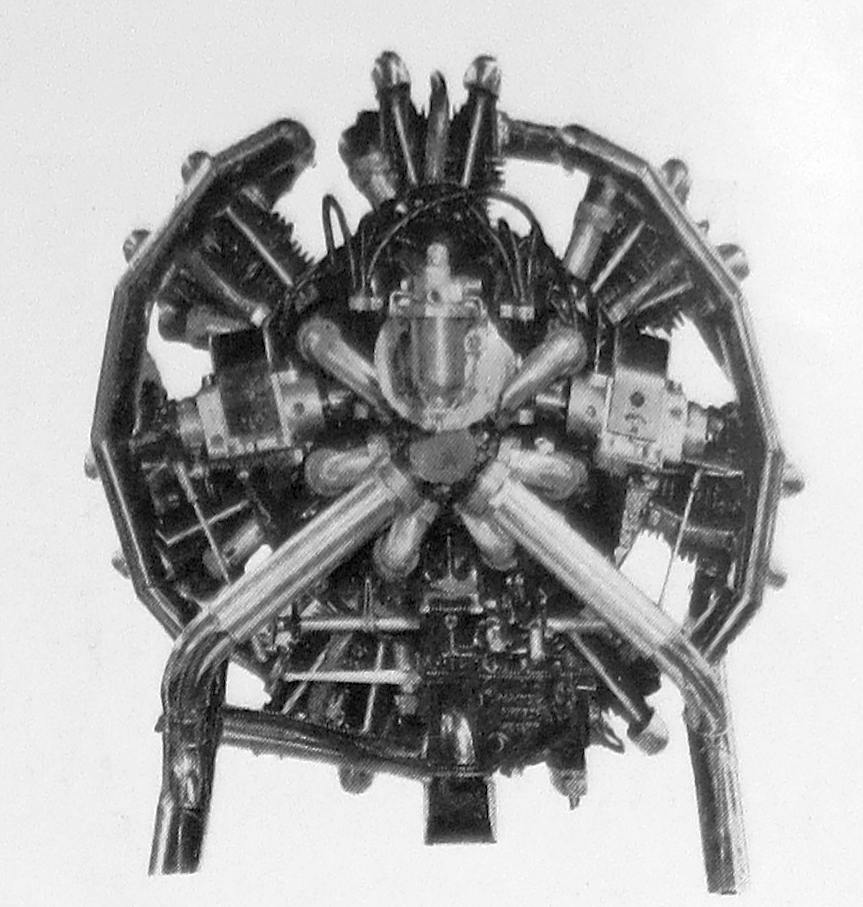
Walter Mira-R (1933)

Motor Walter Mira-R (později označovaný jako Mira I-R a dále modifikovaný jako Walter Mira II-R) byl vyráběn od roku 1933 jinonickou továrnou Akciová společnost Walter, továrna na automobily a letecké motory. Jednalo se o licenci britského motoru Pobjoy R, který vyráběla společnost Pobjoy Airmotors Ltd. Byl to hvězdicový vzduchem chlazený sedmiválcový motor o vrtání 77 mm a zdvihu 87 mm. V druhém pololetí roku 1934 byl motor modernizován a nabízen pod typovým označením Walter Mira II-R.

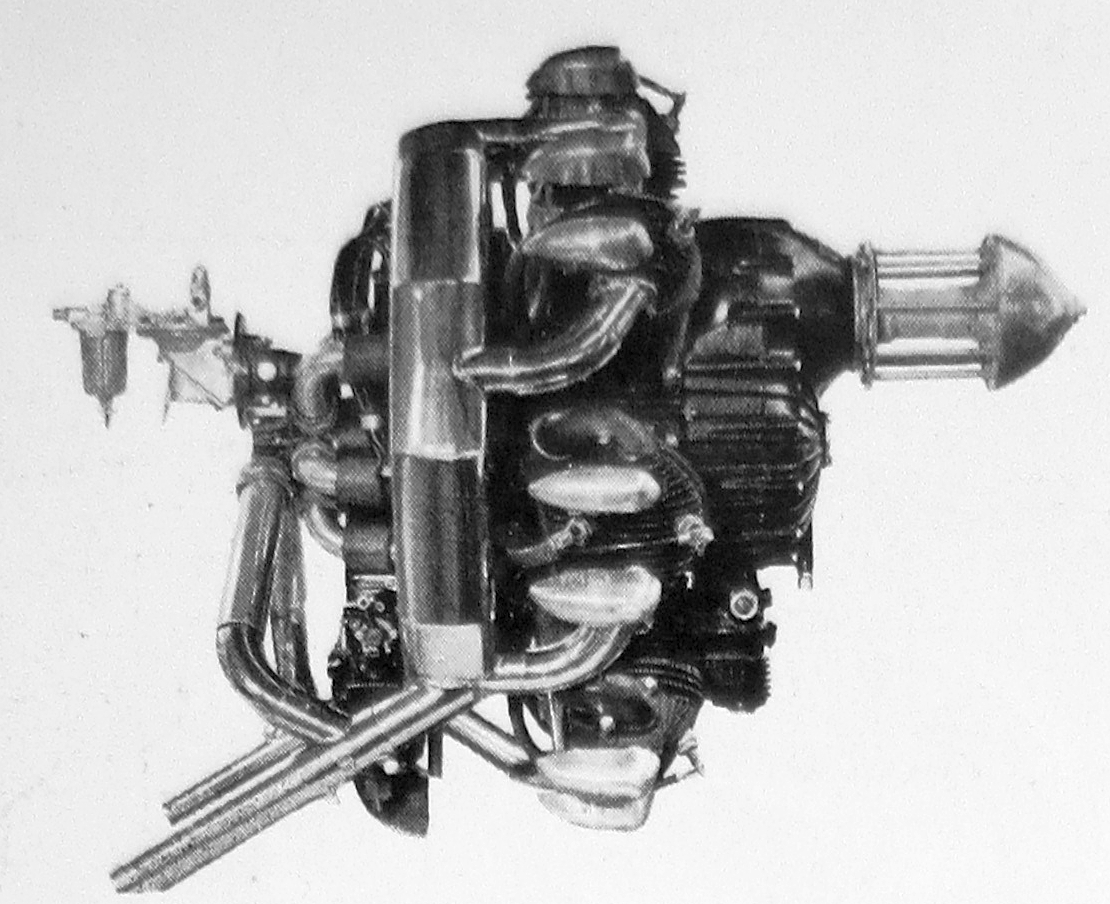
Walter Mira-R (1933)

## Vznik a vývoj
Licenční Pobjoy R s reduktorem a výkonem 55 kW (75 k) vyráběný v Československu pod označením Walter Mira-R nedosáhl úspěchu a aplikačního užití jako jeho vzor. Motor byl dle výrobce určen pro sportovní a turistická letadla a pro vícemotorová dopravní letadla. Byl lehký, výkonný a přitom spolehlivý. Vyznačoval se pravidelným chodem a malými rozměry. Vhodnou konstrukcí hlav, zvýšenými otáčkami a dobře vyřešeným plněním válců a chlazení bylo dosaženo poměrně vysokého výkonu 75–85 k (55,1–62,5 kW) při objemů válců 2 836 cm³ a hmotnosti pouhých 61 kg.
Ministerstvo veřejných prací uznalo (Zpráva č. 39) výnosem č.j. 13b 1019/5-14.713 ai 34 na základě vyhovujících zkoušek motor Mira R za způsobilý k pohonu letadel, čímž byl motor homologován. Uplatnil se pouze u dvou letounů Letov Š-39 resp. Š-139. Jeden z těchto letounů, jak bylo uvedeno v návrhu státního rozpočtu na rok 1935 v kapitole 14 (Ministerstvo veřejných prací), byl provozován v Ústřední pilotní škole.
Pro rok 1935 byl tento motor inovován a byl nabízen pod označením Walter Mira II-R. Měl zvýšený výkon na 85–95 k (62,5–69,9 kW) při mírně zvýšené hmotnosti na 65 kg. Ale ani tato modernizace nevedla ke kýženému odbytu tohoto motoru.
Motor Walter Mira II-R je součástí sbírek Leteckého muzea ve Kbelích.

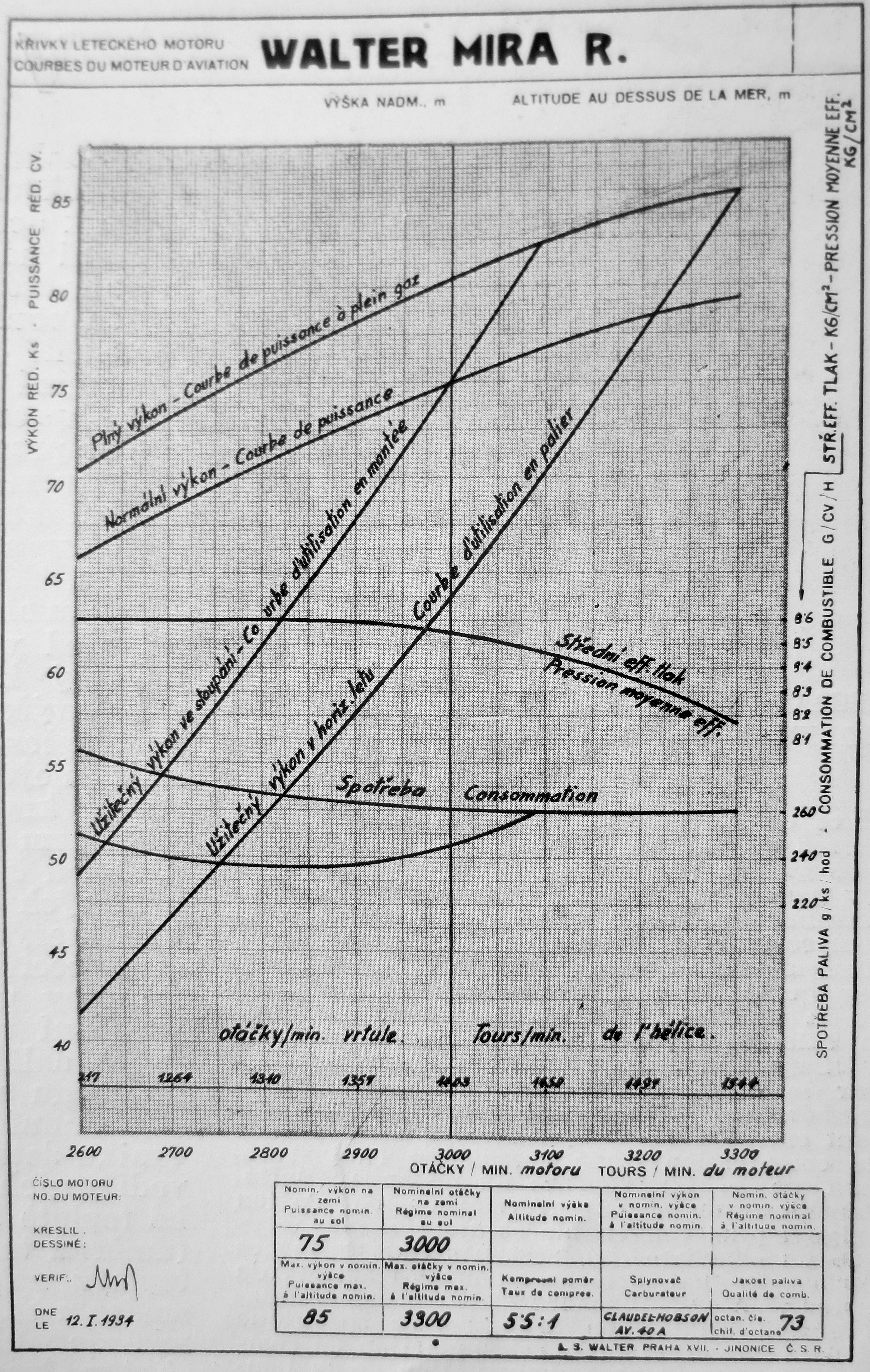
Walter Mira-R charakteristiky (1933)

## Popis motoru
Dvojdílný klikový hřídel byl uložen na čtyřech ložiscích, a to na předním konci v kluzném ložisku, kterým se přiváděl olej do dutiny hřídele, ve dvou hlavních válečkových ložiscích a v kuličkovém ložisku na zadním konci hřídele. Hlavní ojnice byla na čepu hřídele uložena prostřednictvím volného bronzového pouzdra vylitého kompozicí, s vnější a vnitřní smykovou plochou. Válce byly obrobeny z ocelových výkovků vcelku s chladicími žebry. Hlavy válců z hliníkové slitiny Hiduminium RR byly na válce našroubovány a utěsněny zdeřemi. V každé hlavě byly 2 ventily, sací a výfukový, které byly poháněny vačkovým hřídelem přes tyčinky a vahadélka. Odchylně od obvyklého rozvodu OHV byl celý mechanismus rozvodu umístěn za válci. Všechny pohony byly tedy koncentrovány v zadním víku motoru. Nosiče vahadélek z hlediska zachování optimální ventilové vůle byly chráněny proti vlivu tepelné roztažnosti válců. Vahadélka byla zakryta snímatelnými plechovými kryty. Tlakové cirkulační mazání mělo automatickou regulaci tlaku. Olejové, dvojité kolečkové čerpadlo bylo umístěno přímo ve sběrači oleje.
Zapalování bylo dvojité se samočinnými rozdělovači sekundárního proudu. Byly použity relativně malé zapalovací svíčky se závitem M12. Karburátor Claudel-Hobson AV. 40 nebo Zénith s obohacovací tryskou a výškovým korektorem byl připojen na hvězdicovou komoru, předehřívanou výfukovými plyny. Teplotu nasávané směsi bylo možné regulovat klapkou v topné odbočce výfukového potrubí. Startování motoru bylo prováděno spouštěcím zařízením umístěném přímo v motoru přes ozubený segment a kuželové ozubené kolo se západkou na klikovém hřídeli. Uvádělo se do činnosti přímo z kokpitu.
Vrtule byla poháněna čelním reduktorem s převodem 1:0,47, měla tak nízké otáčky a v důsledku toho vysokou účinnost hlavně při startu a stoupání. Vlastní reduktor vykazoval minimální hlučnost a byl chráněn před vibracemi setrvačníkem na předním konci klikového hřídele. Současně plnil i funkci odstředivého čističe oleje, který byl přiváděn dutinou klikového hřídele.

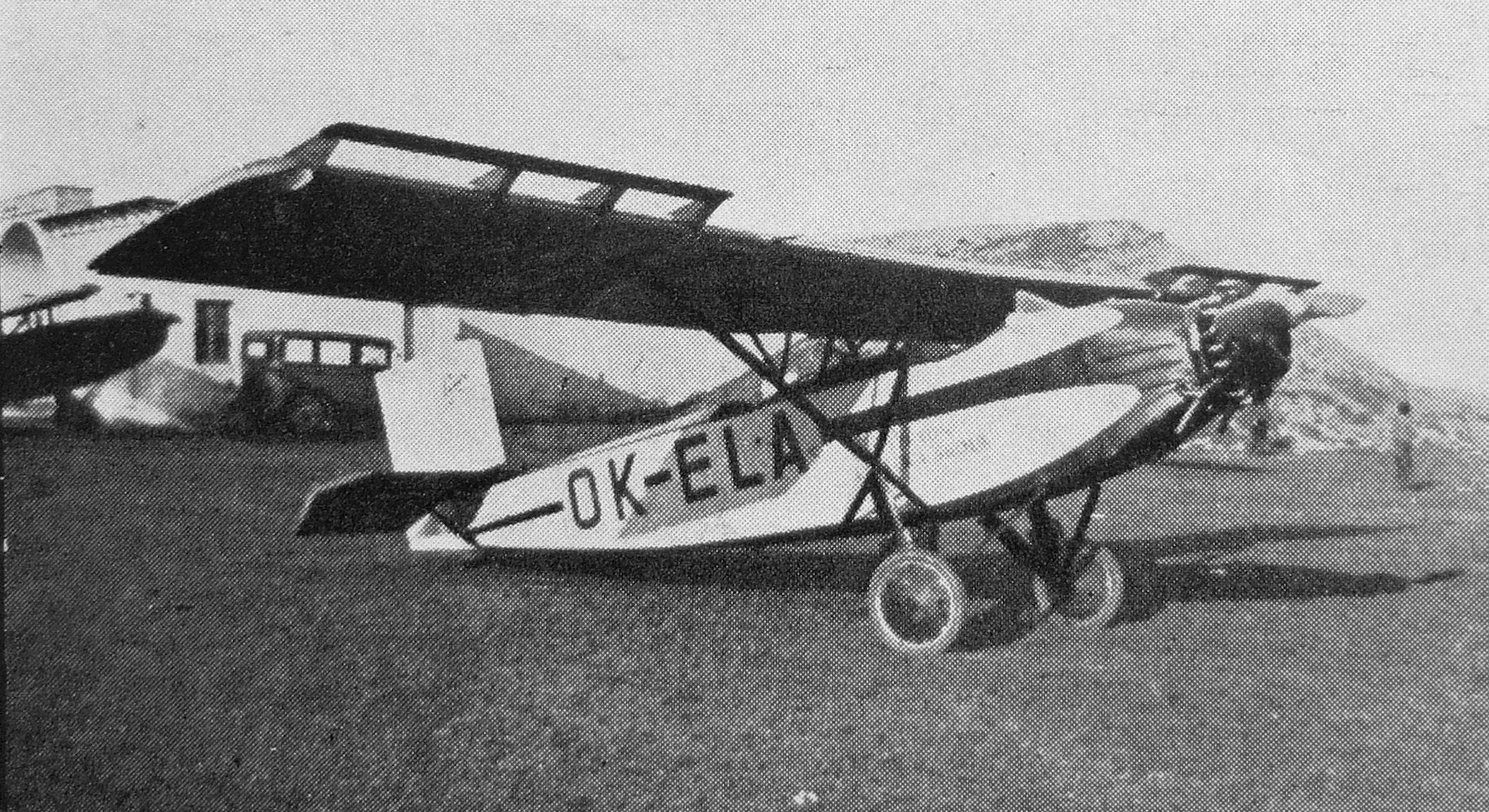
Walter Mira-R a Letov Š-139 (1934)

## Použití
Originální motor Pobjoy R byl v Československu používán a zkoušen na letounech Letov Š-139, Praga E-214 a Přikryl-Blecha PB-5 Racek. Naděje továrny Walter, že se podaří „obsadit“ tyto letouny motorem Mira-R se nenaplnily. Motor Mira-R se objevil pouze na 2 letounech, Letov Š-39 a Letov Š-139. Přes optimistické zpravodajství v Poslanecké sněmovně Národního shromáždění o dokončené homologaci motoru Walter-Mira R o výkonu 75 koní a jeho zamontování do letadla Letov Š-139, které bylo předáno do provozu Ústřední letecké školy, další pozitivní zprávy nebyly zaznamenány. S tímto letounem se pilot J. J. Novák v září 1934 zúčastnil Národního letu RČs. a obsadil 16. místo z 19 klasifikovaných, což nebylo možno považovat za pronikavý úspěch. V samotném letu zvítězil ing. Šimůnek na letounu Letov Š-118 s motorem Walter NZ-85.
V zahraničí byl originální motor použit na více než 20 aplikacích a do mnohých firem, které stavěly letouny s motorem Pobjoy R, továrna Walter motory dodávala např. Farman, Savoia-Marchetti a Spartan. Ale ani v těchto případech se motory Mira-R nezadařilo uplatnit.
Oficiální statistiky počet vyrobených motorů neuvádějí, ale zřejmě se jednalo o jednotky kusů.

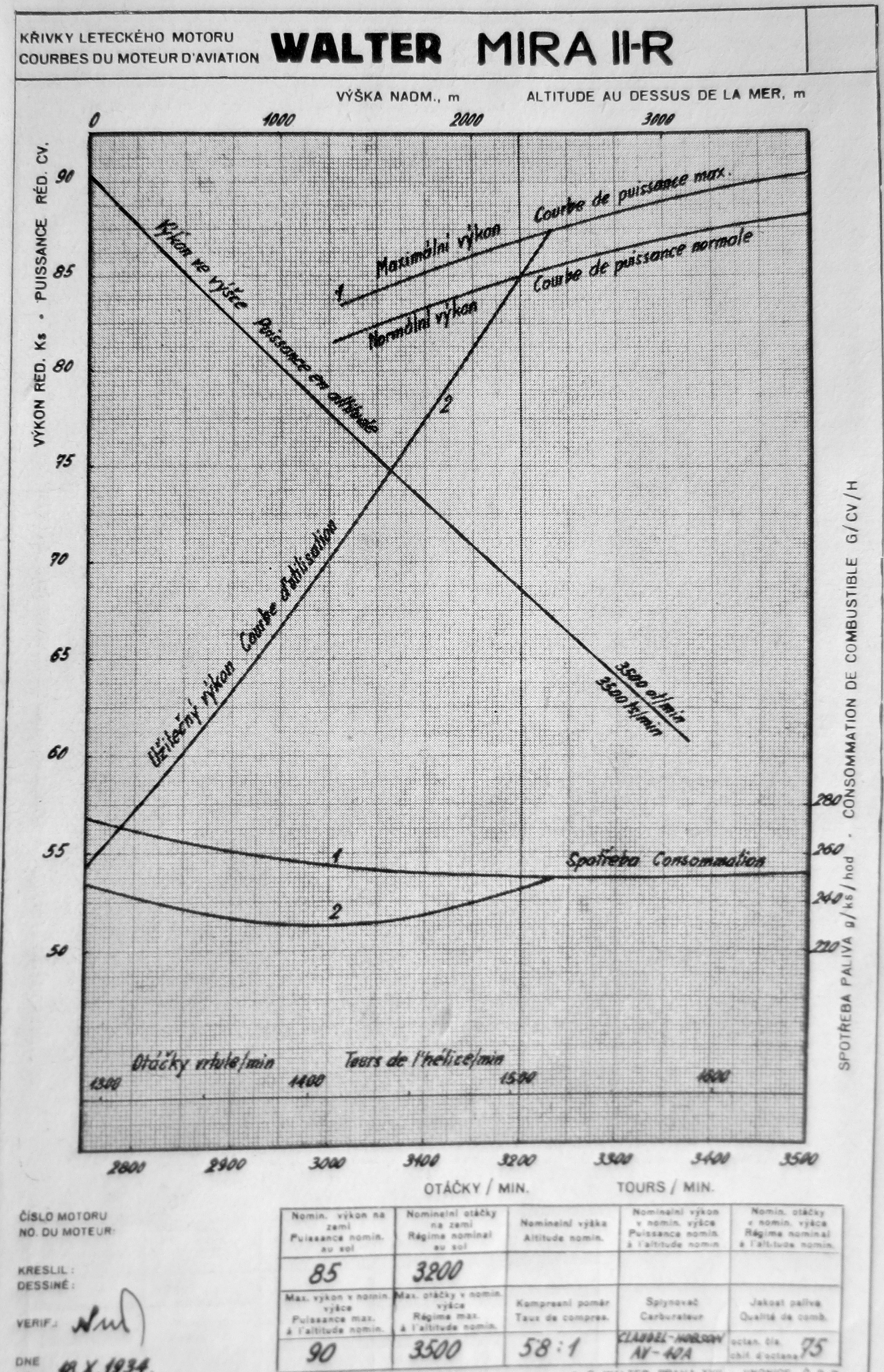
Walter Mira II-R charakteristiky (1934)

## Specifikace
Data dle

### Technické údaje
- Typ motoru: hvězdicový vzduchem chlazený sedmiválec
- Počet válců: 7
- Vrtání: 77 mm
- Zdvih: 87 mm
- Celková plocha pístů: 326 cm²
- Celkový objem válců: 2 836 cm³
- Kompresní poměr: 5,5:1
- Průměr motoru: 647 mm
- Hmotnost motoru: 59 kg (Mira I-R), 65 kg (Mira II-R)
- Hmotnost motoru s příslušenstvím a vrtulovou hlavou: 61 kg (Mira I-R)
- Vrtule: dvoulistá dřevěná vrtule
- Nominální otáčky vrtule: 1400 ot/min
- Směr otáčení vrtule: vlevo
- Převod na vrtuli: 1:0,47

### Výkony
- Jmenovitý, nominální výkon: 75 k (55,1 kW) při 3000 ot/min (Mira I-R), 85 k (62,5 kW) při 3100 ot/min (Mira II-R)
- Maximální výkon: 85 k (62,5 kW) při 3300 ot/min (Mira I-R), 90 k (66,2 kW) při 3350 ot/min (Mira II-R)
- Spotřeba paliva: 230–260 g·k−1·h−1 (313–354 g·h−1·kW−1) pro Mira I-R, resp. 240-285/326-388 pro Mira II-R
- Spotřeba oleje: 8–10 g·k−1·h−1 (11–14 g·h−1·kW−1)